# ヌガール州
ヌガール州（ヌガールしゅう、ソマリ語: Nugaal、英語: Nugal）は、ソマリア北東部の州。また、自治国家プントランドが独自に設置した行政区画の一つでもある。州都はガローウェ。人口は約40万人（2014年推定）。
ソマリ族の氏族のひとつであるダロッドが多く住み、ソマリア内戦勃発後はダロッドの一支族であるハルティが建国したプントランドが実効支配している。プントランドの首都がガローウェに置かれている。

## 地理
バリ州、ムドゥグ州、スール州、エチオピア ソマリ州（オガデン）と接する。

## 地区
ヌガール州には4つの地区（県、District）が置かれている。人口値は2005年推定。
- ガローウェ地区（英語版）：57,991人
- en:Burtinle District：34,674人
- エイル地区（英語版）：32,345人
- en:Dangorayo District：20,331人

## 主要都市
- ガローウェ：州都、プントランド首都
- エイル
- en:Burtinle
- en:Dangorayo